# Barnsley (Gloucestershire)
Barnsley é uma paróquia do distrito de Cotswold, no condado de Gloucestershire, na Inglaterra. De acordo com o Censo de 2011, tinha 209 habitantes. Tem uma área de 13,67km².